# Château de La Coutancière
Le château de La Coutancière était un château situé sur la commune de Brain-sur-Allonnes, dans le département de Maine-et-Loire. Il fut détruit en 1825.

## Historique
En 1466, le domaine compte deux château forts entourés d'un groupe de maisons, séparés par de larges douves et reliés par un pont-levis. Le baron de Montsoreau en devient le propriétaire à cette époque. Le château principal, ou de plaisance, se compose d'un pavillon central et deux ailes qui de développent sur une longueur totale de soixante-dix mètres. Les seigneurs de Montsoreau y font de fréquents séjours aux XVe et XVIe siècles.
En 1579, le comte de Montsoreau, Charles de Chambes, a été informé que sa femme, Françoise de Maridor, avait une affaire secrète avec le seigneur Louis de Bussy d'Amboise. Le 19 août 1579, Louis de Bussy d'Amboise est assassiné au château de La Coutancière par les hommes du comte de Montsoreau.
Vers 1699, le château fort et une partie du château de plaisance sont démolis. Le reste est détruit par un incendie en 1825. Le château actuel, édifié sur les vestiges de la forteresse est acquis en 1806 par Gigault de Marconnay.
Le château actuel, agrandi en 1900, est actuellement restauré et aménagé en hôtel-restaurant par ses nouveaux propriétaires.